# Barichneumon coxalis
Barichneumon coxalis är en stekelart som först beskrevs av Cameron 1905.  Barichneumon coxalis ingår i släktet Barichneumon och familjen brokparasitsteklar. Inga underarter finns listade.